# Palca (gemeente)
Palca is een gemeente (municipio) in de Boliviaanse provincie Murillo in het departement La Paz. De gemeente telt naar schatting 17.497 inwoners (2018). De hoofdplaats is Palca.

## Indeling
De gemeente telt 3 kantons:
- Kanton Cohoni (met onder meer Chojahuaya) - 7.046 inwoners (2001)
- Kanton Palca - 5.144 inw.
- Kanton Quillihuaya - 1.994 inw.